# 褐口蛙螺
褐口蛙螺（学名：Bursa rhodostoma），是异足目蛙螺科蛙螺属的一种。主要分布于印度尼西亚、中国大陆、台湾，常栖息在潮间带至水深18米。

## 棲息與分佈地
褐口蛙螺的分布極為廣泛，包括屬於大西洋的加納利群島、馬德拉、維德角周遭海域；屬於加勒比海的墨西哥灣、小安地列斯群島；紅海；以及屬於印度洋的阿爾達布拉環礁、查哥斯群島與馬斯克林群島。